# Ermita de Santa Quiteria (Santa Eulalia de Gállego)
La ermita de Santa Quiteria es una ermita situada en una pista que sale en el kilómetro 7 de la carretera que une los pueblos aragoneses de Ayerbe y Santa Eulalia de Gállego. 
Esta pista sale a la izquierda de la carretera y está marcada como BTT. A lo largo de toda ella se encuentran numerosas cabañeras que hace que se continúe andando por la pista principal. La pista lleva hasta un pinar y más adelante hay un despejado collado. En este punto la pista se bifurca haciendo que la bifurcación hacia la izquierda sea la que lleve a la ermita.
Esta ermita pertenece a la Hoya de Huesca, aunque se encuentra dentro de la provincia de Zaragoza, puesto que la provincia de Huesca acaba unos kilómetros antes de llegar a la pista que lleva a la ermita.
Fue construida el  1 de enero de 1981, y pertenece al municipio de Santa Eulalia de Gállego. Tiene una altura de 4,5 metros de alto y posee un campanario en lo alto de ella.

## Celebraciones
En esta ermita se celebra la romería de Santa Eulalia de Gállego en la Pascua de Pentecostés. Esta romería se celebra en honor a San Antón, patrón de la Sierra Estronad el 17 de enero. Consiste en realizar una caminata desde Santa Eulalia de  Gállego hasta la ermita, de aproximadamente 3 kilómetros. Esta caminata termina con el toque de las campanas al llegar a la ermita y posteriormente una comida. Esta comida la traen los participantes de la caminata y se realiza en las mesas y bancos que se encuentran junto a ella. Al finalizar la comida se recoge y se vuelve al pueblo, pero en coche.
Una de las tradiciones de estas romerías es cantar el gozo a Santa Quiteria.

## Rutas
Numerosas rutas tanto andando como en bicicleta llevan a la ermita. Una de las rutas más conocidas es la Vuelta a Sierra Mayor, la cual empieza y finaliza  en el pueblo de Ayerbe. Es una ruta de carácter circular y bastante desnivel acumulado. Esta ruta se realiza en bicicleta y permite observar extensas aéreas deshabitadas, así como grandes bosques de diferentes tipos de vegetales, todos ellos entre las provincias de Huesca y Zaragoza pero sin salir de la comarca de la Hoya de Huesca. La mayor parte del trayecto discurre por pistas, normalmente en buen estado, pero con tramos deteriorados debido a la acción del agua y a lo inconsistente del terreno.